# Ganggrab von Herthum
Das Ganggrab von Herthum (auch Westerloh II genannt) ist ein neolithisches Ganggrab, mit der Sprockhoff-Nr. 863. Es entstand zwischen 3500 und 2800 v. Chr. und ist eine Megalithanlage der Trichterbecherkultur (TBK).

## Lage
Das Großsteingrab von Herthum liegt östlich des Ortes Westerloh, einem Ortsteil von Haselünne im Landkreis Emsland in Niedersachsen. Es befindet sich an der Straße Zum Herethum.

## Beschreibung
Die 5,0 × 1, 5 Meter messende Ost-West orientierte Kammer liegt tief im Boden. Von den ursprünglich zehn Tragsteinen und den vier Decksteinen fehlt jeweils einer. Von den Zugangssteinen liegt nur einer in situ. Ein Träger und der Deckstein des Zugangs, der sich in der Mitte der Südseite befindet, fehlen. Eine Einfassung oder ein Hügel sind nicht nachzuweisen. Im Jahre 1835 erfolgte eine Ausgrabung bei der Keramikscherben und Feuersteinbeile der Trichterbecherkultur zutage kamen.
In der Nähe befindet sich die besser erhaltene Anlage Westerloh I.